# Tyler Christopher
Tyler Christopher (* 3. října 1983) je bývalý kanadský atlet, sprinter. Jeho specializací byl běh na 400 metrů a štafeta na 4×400 metrů.
V Helsinkách v roce 2005 vybojoval třetí místo v běhu na 400 metrů na mistrovství světa, když doběhl v osobním rekordu 44,44 s. V roce 2008 se stal v této disciplíně mistrem světa na halovém šampionátu ve Valencii.